# Sigurd Hoel (Schriftsteller)

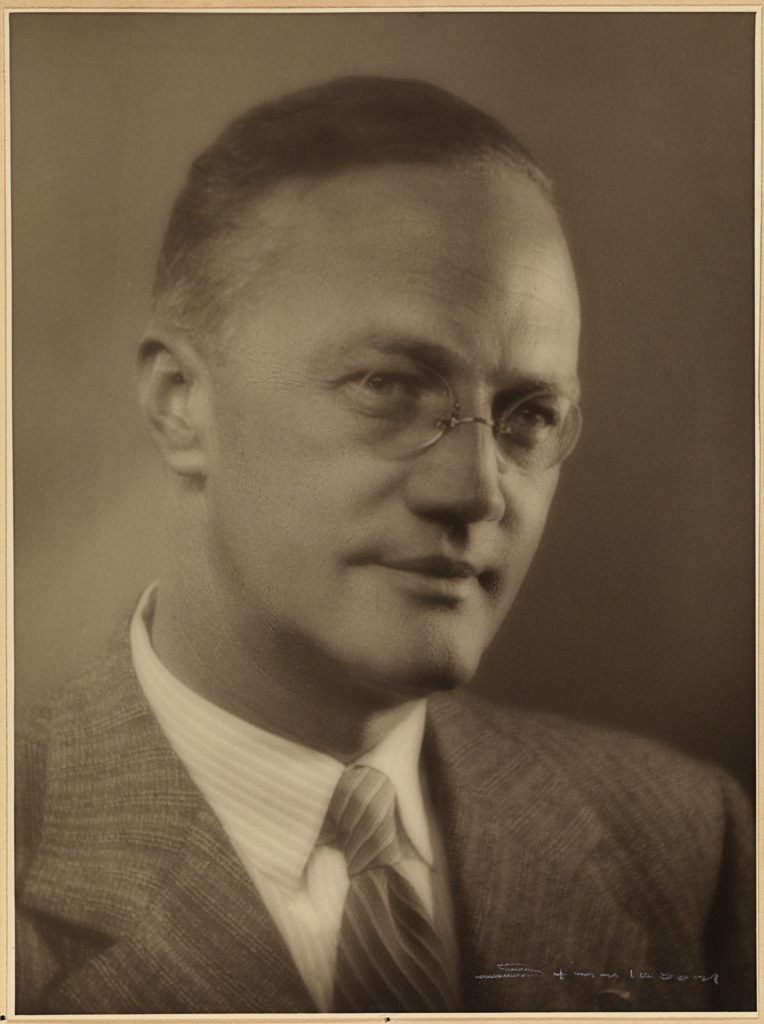
Sigurd Hoel, 1950

Sigurd Hoel (* 14. Dezember 1890 in Nord-Odal; † 14. Oktober 1960 in Oslo) war ein norwegischer Schriftsteller, der sich auch politisch engagierte. In seinen Werken verband er Sozialkritik mit Erotik und Satire.

## Leben und Werk
Hoel trat erstmals 1922 mit Veien vi gaar hervor, und 1927 wurde er mit Syndere i sommersol bekannt (dt. 1932: Sünder am Meer, 2006: Eine kleine Sommersünde), das zweimal, 1934 und erneut 2002, verfilmt wurde. Der 1931 erschienene Roman En dag i oktober (dt. 2001: Ein Tag im Oktober) beschreibt in einzelnen Episoden die Ereignisse in einem Osloer gutbürgerlichen Miethaus im Jahr 1930. 
Hoel war anfangs, in den 1920er Jahren, von der psychoanalytischen Lehre Sigmund Freuds beeinflusst, engagierte sich aber politisch in verschiedenen sozialistischen und kommunistischen Gruppierungen, z. B. in dem von Erling Falk gegründeten Mot Dag. Als der von Freud aus grundsätzlichen, aber auch aus politischen Gründen verfemte marxistische Psychoanalytiker Wilhelm Reich 1933 aus Deutschland emigrierte und sich zuerst in Kopenhagen, ab 1935 in Oslo niederließ, wurde Hoel einer von dessen engsten Mitarbeitern, ab 1937 auch Herausgeber der von Reich gegründeten freudomarxistischen Zeitschrift für Politische Psychologie und Sexualökonomie. Für diese Zeitschrift schrieb er eine Reihe von Artikeln zu aktuellen kulturellen und politischen Themen, darunter eine sehr kritische Stellungnahme zu den Moskauer Prozessen aus marxistischer Sicht. Sigurd Hoel gehörte zu den norwegischen „kulturradikalen“ Autoren, die sich die literarische Bewältigung der Erfahrung des Faschismus und der deutschen Okkupation zur Aufgabe gemacht haben und dabei die Erkenntnisse der Psychoanalyse, insbesondere die Wilhelm Reichs, zunutze machten.
Als Hoels wichtigste literarische Werke gelten Veien til verdens ende (1933; dt. 1983: Der Weg an das Ende der Welt), Møte ved Milepelen (1947; dt. 1970: Begegnung am Meilenstein) und Trollringen (1958; dt. 1980: Der Trollring). Für sein Buch Møte ved Milepelen erhielt er 1948 den norwegischen Literaturpreis Bokhandlerprisen.
Hoel war auch als Verlagsredakteur bei Gyldendal Norsk Forlag tätig. Er setzte sich aktiv für die Sprache Riksmål ein und war Vorsitzender der Riksmålsforbundet von 1956 bis 1959.
Hoel war von 1927 bis 1936 mit der Psychologin Nic Waal verheiratet.